# Ataque dos Homens Mortos

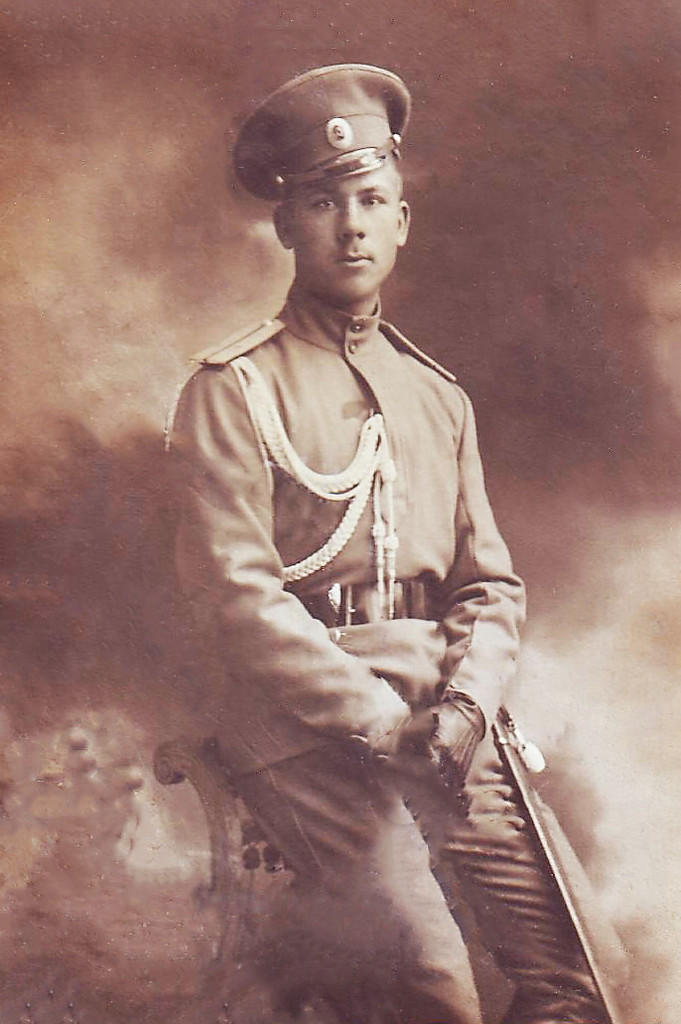
Tenente Vladimir Karpovich Kotlinsky, comandante da fortaleza de Osowiec durante o ataque

O Ataque dos Homens Mortos foi uma batalha da Primeira Guerra Mundial que ocorreu na Fortaleza de Osowiec (hoje nordeste da Polônia), em 6 de agosto de 1915. O incidente recebeu o nome da aparência ensanguentada e zumbi dos combatentes russos depois de serem bombardeados com uma mistura de gases venenosos, cloro e bromo, pelos alemães.

## Batalha
Os alemães lançaram uma ofensiva frontal total na Fortaleza Osowiec no início de julho; o ataque incluiu 14 batalhões de infantaria, um batalhão de sapadores, 24-30 canhões de cerco pesados e 30 baterias de artilharia equipadas com gases venenosos liderados pelo marechal de campo Paul von Hindenburg. As defesas russas foram tripuladas por 500 soldados do 226º Regimento de Infantaria Zemlyansky e 400 milícias.
A 11ª Divisão Landwehr foi escolhida para o novo ataque geral. O 18º Regimento foi implantado na direção principal ao longo da rodovia e ferrovia. O 76º Regimento Landwehr atacaria o sul. Para ajudar no sucesso da operação na frente de ambos os regimentos, foi decidido usar um ataque maciço de balão de gás com cloro. Outras partes da divisão ao norte e nordeste deveriam apoiar o ataque com ação demonstrativa.
Ao amanhecer, às 4 horas da manhã de 6 de agosto de 1915, com vento de cauda em toda a frente do ataque, foi liberado cloro de 30 baterias de balão de gás. Estima-se que o gás acabou penetrando a uma profundidade total de 20 km, mantendo o efeito de impacto a uma profundidade de 12 km e até 12 metros de altura.
Na ausência de qualquer meio eficaz de proteção para os defensores, o resultado do ataque de gás foi devastador: as 9ª, 10ª e 11ª companhias do Regimento Zemlyansky estavam completamente fora de ação, da 12ª companhia no reduto central nas fileiras permaneceu cerca de 40 pessoas; Byalogrond tinha cerca de 60 pessoas de três companhias. Quase todas as primeiras e segundas linhas de defesa da posição Sosna ficaram sem defensores. Após a liberação de gás, a artilharia alemã abriu fogo contra a fortaleza e disparou fogo de barragem para suas unidades que avançavam no ataque. A artilharia da fortaleza foi inicialmente incapaz de disparar de forma eficaz, pois por sua vez foi atingida por uma onda de gás. Isso foi agravado pelo bombardeio simultâneo da fortaleza por projéteis convencionais e projéteis de cloropicrina. Mais de 1 600 pessoas foram mortas na fortaleza, e toda a guarnição foi envenenada com graus variados de gravidade.
Mais de doze batalhões da 11ª Divisão Landwehr, com mais de 7 000 homens, avançaram após o bombardeio esperando pouca resistência. Eles foram recebidos na primeira linha de defesa por um contra-ataque composto pelos soldados sobreviventes da 13ª Companhia do 226º Regimento de Infantaria. Os alemães entraram em pânico com a aparência dos russos, que estavam tossindo sangue e pedaços de seus próprios pulmões, pois o ácido clorídrico formado pela mistura do gás cloro e a umidade em seus pulmões começaram a dissolver sua carne. Os alemães recuaram, correndo tão rápido que foram apanhados em suas próprias armadilhas de arame. As cinco armas russas restantes posteriormente abriram fogo contra os alemães em fuga.
Suprimindo a resistência solitária, as unidades do 18º Regimento superaram rapidamente a primeira e a segunda linha de arame farpado, ocuparam o "tribunal de Leonov", ponto fortificado taticamente importante, e começaram a avançar ao longo da linha férrea até a Ponte Rudsky. A única reserva no cargo de Sosna permaneceu uma companhia de milícias com até 50% do pessoal envenenado; os remanescentes desmoralizados da companhia não puderam realizar um contra-ataque eficaz.
Ao sul, o 76º Regimento Landwehr rapidamente ocupou o despovoado Sosna, mas avançou muito rapidamente e caiu sob seus próprios gases, sofreu perdas significativas e foi temporariamente interrompido pelo fogo dos remanescentes da 12ª Companhia no reduto central.
Havia uma ameaça real de os alemães tomarem a ponte Rudsky, o que significaria dissecar toda a defesa a oeste da fortaleza e a perda da posição de Sosna. Nesta situação, o comandante da fortaleza tenente-general N. A. Brzozovsky ordenou fogo de artilharia nas áreas já ocupadas da posição inimiga de Sosna e um contra-ataque de baioneta usando "tudo o que for possível". Os remanescentes da 8ª e 13ª companhia (cerca de metade da composição original) contra-atacaram, juntamente com a 14ª companhia que saiu da fortaleza.
A 13ª companhia sob o comando do tenente Kotlinsky contra-atacou partes do 18º regimento ao longo da ferrovia e os forçou a fugir. Durante o ataque, o tenente Kotlinsky foi mortalmente ferido e entregou o comando do complexo para a 2ª Osovetska Sap Company V. M. Strzeminsky, que, apesar do grave envenenamento por gás, com os restos da companhia a ele confiada, levou o ataque até o fim, usando táticas de baioneta para tomar posse das 1ª e 2ª seções da posição Sosnya. Kotlinsky morreu mais tarde naquela noite.
Os russos não mantiveram a área por muito mais tempo. Os alemães ameaçaram cercar a fortaleza com a captura de Kaunas e Novogeorgievsk. Os russos demoliram grande parte da fortaleza e se retiraram em 18 de agosto.

## Legado
A banda russa de metal Aria lançou uma música inspirada na batalha, intitulada "Атака Мертвецов" ("Ataque dos Mortos"), em seu álbum de 2014 Через все времена (Através de Todos os Tempos).
A banda de metal sueca Sabaton lançou uma música sobre a batalha, intitulada "The Attack of the Dead Men" ("O Ataque dos Homens Mortos"), em seu álbum de 2019 The Great War.